# Hockey Club Monza
L'Hockey Club Monza era una squadra di hockey su pista e di hockey in-line italiana che aveva sede a Monza. Il club fu fondato nel 1933 e cessò l'attività nel 2004. Nel suo palmarès figurano 7 vittorie nel campionato italiano, 3 Coppe Italia, 1 Coppa CERS e 1 Coppa delle Nazioni.

## Storia
L'hockey su pista arrivò a Monza nel 1932 grazie ad alcuni giocatori delle squadre milanesi dell'epoca, e nel 1933 fu fondato l'Hockey Club Monza (col nome di Skating Hockey Club Monza) da Ambrogio Mauri e Giovanni Redaelli, che erano i titolari dello skating nel salone delle dodici colonne di Piazza Garibaldi.
L'Hockey Club Monza giocò la sua prima partita il 3 marzo 1933 perdendo 6-5 contro il Gloria di Milano. La rivincita avvenne il 9 marzo seguente e il Monza vinse 3-0 con questa formazione: Riva (portiere), Kullmann (terzino), Mauri (medio-centro), Fossati (ala destra), Colzani (ala sinistra).
Il primo giocatore monzese a vestire la maglia della Nazionale fu il portiere Mario Massironi nel 1934 ma, prima dello scoppio della seconda guerra mondiale anche Kullmann, Arnaboldi, Haver e Radaelli vennero convocati in azzurro.
Nel 1941 diventò presidente Claudio Galimberti, che si dimise nel 1944 costringendo il Commissario prefettizio a nominare il giocatore Kullmann commissario straordinario malgrado fosse un ufficiale dell'Esercito alla macchia (non ripresentato ai repubblichini dopo l'8 settembre). 
I biancorossi conquistarono la Coppa delle Nazioni di Montreux del 1946 vincendo tutte e 6 le partite in programma dal 19 al 22 aprile, con questa formazione:
- Mario Massironi
- Umberto Arnaboldi
- Luigi Kullmann
- Giuseppe Castoldi
- Luigi Castoldi
- Alberto Zaffaroni
- Aldo Gelmini
- allenatore: Orazio Zorloni
- accompagnatori: Augusto Consiglio e Fortunato Villa

L'attività riprese nel 1945: il rag. Franco Castoldi fu eletto presidente e il 24 giugno l'H.C. Monza vinse il Trofeo San Giovanni sulla pista casalinga di Via Boccaccio, superando Hockey Novara e il Pirelli di Milano.
Nel 1946 l'Hockey Club Monza si aggiudicò il Torneo pasquale di Montreux, il Trofeo "Zavattaro" di Novara, il Torneo di Genova, il campionato lombardo e due edizioni del torneo internazionale di Ginevra.

Nel 1947 i biancorossi si classificarono terzi alla Coppa delle Nazioni e nel 1951 conquistarono il primo scudetto. 

Pino Marzella con la maglia dell'Hockey Club Monza

Il 1956 vide l'arrivo alla presidenza del rag. Mario Feraboli, il 1962 il secondo posto alla Coppa delle Nazioni di Montreux e il 1966 l'abbinamento con la Candy, che portò la squadra a vincere altri scudetti e ad essere la prima squadra italiana a disputare una coppa europea, raggiungendo due finali consecutive nella neonata Coppa dei Campioni. In entrambe le occasioni i monzesi furono però sconfitti da squadre spagnole: nel 1966 dal Voltregà e nel 1967 dal Reus Deportiu. Nel 1969 fu ancora una squadra spagnola, il Villanova, ad eliminare i biancorossi.
Tra i giocatori che nella storia hanno militato in maglia biancorossa si ricordano anche: i fratelli Aldo e Maurizio Gelmini, i fratelli Castoldi, Bolis, Gianni Pennati, il portoghese António Livramento (uno dei migliori giocatori di tutti i tempi), il portiere Citterio e, in tempi più recenti, Federico Paghi, Massimo ed Enrico Mariotti e Pino Marzella.
Con questi ultimi giocatori arrivò in bacheca la Coppa CERS, ultimo trofeo conquistato dalla squadra del presidente Fossati, che si avviò a una triste retrocessione al termine del campionato 1990-1991.
Nel 1997 la Società decise di interrompere l'attività su pista per dedicarsi all'hockey in-line fino al 2003-2004, poi la cessazione definitiva.

## Cronistoria
| Cronistoria dell'Hockey Club Monza |
| --- |
| - 1933 · Fondazione dello Skating Hockey Club Monza. - 1933 · 3º nel girone A della Divisione Nazionale - Cambia denominazione in Società Hockey Monza del G.R.F. "Michele Bianchi". - 1934 · 4º in Divisione Nazionale - 1935 · Non riesce ad iscriversi alla Divisione Nazionale perché fuori tempo massimo. - 1935 - 1º nel girone finale della 1ª Divisione, promosso in Divisione Nazionale. - 1936 · 4º in Divisione Nazionale. - 1937 · 2º in Divisione Nazionale. - 1938 · 3º in Divisione Nazionale. - 1939 · 4º in Divisione Nazionale. - 1940 · Cambia denominazione in Dopolavoro Civico Sezione Ochei. - 1940 · Tornei ufficiali in ambito locale. - 1941 · Tornei ufficiali in ambito locale. - 1942 · Tornei ufficiali in ambito locale. - 1943 · Tornei ufficiali in ambito locale. - 1944 · Tornei ufficiali in ambito locale. - 1945 · Cambia denominazione in Hockey Club Monza. - 1945 · 2º in Serie A. - 1946 · 3º in Serie A. Vince la Coppa delle Nazioni (1º titolo). - 1947 · 3º in Serie A. - 1948 · 4º in Serie A. - 1949 · 2º in Serie A. - 1950 · 2º in Serie A. - 1951 · 1º in Serie A, Campione d'Italia (1º titolo). - 1952 · 2º in Serie A. - 1953 · 1º in Serie A, Campione d'Italia (2º titolo). - 1954 · 2º in Serie A. - 1955 · 3º in Serie A. - 1956 · 1º in Serie A, Campione d'Italia (3º titolo). - 1957 · 2º in Serie A. - 1958 · 2º in Serie A. - 1959 · 2º in Serie A. - 1960 · 2º in Serie A. - 1961 · 1º in Serie A, Campione d'Italia (4º titolo). - 1962 · 5º in Serie A. - 1963 · Cambia denominazione in Hockey Club Candy Monza. - 1963 · 2º in Serie A. - 1964 · 4º in Serie A. - 1965 · 1º in Serie A, Campione d'Italia (5º titolo). - 1966 · 1º in Serie A, Campione d'Italia (6º titolo). Finalista in Coppa dei Campioni. - 1967 · 3º in Serie A. Finalista in Coppa dei Campioni. - 1968 · 1º in Serie A, Campione d'Italia (7º titolo). - 1969 · 5º in Serie A. Eliminato al primo turno in Coppa dei Campioni. - 1970 · 3º in Serie A. - 1971 · 5º in Serie A. Vince la Coppa Italia (1º titolo). - 1972 · 3º in Serie A. - 1973 · Ritorna alla vecchia denominazione Hockey Club Monza. - 1973 · 3º in Serie A. - 1974 · 2º in Serie A. - 1975 · 5º in Serie A. - 1976 · 2º in Serie A. - 1977 · 11º in Serie A, retrocesso in serie B · Ripescato in serie A. - 1978 · 7º in Serie A. - 1979 · 3º in Serie A. - 1979-80 · 4º in Serie A. - 1980-81 · 3º in Serie A. - 1981-82 · 10º in Serie A. Finalista in Coppa CERS. - 1982-83 · 8º in Serie A, eliminato ai quarti di finale dei play-off scudetto. - 1983-84 · 1º in Serie A1, finalista dei play-off scudetto. Vince la Coppa Italia (2º titolo). - 1984-85 · 4º in Serie A1, eliminato in semifinale dei play-off scudetto. Eliminato ai quarti di finale della Coppa delle Coppe. - 1985-86 · 5º in Serie A1, eliminato ai quarti di finale dei play-off scudetto. - 1986-87 · 8º in Serie A1, eliminato ai quarti di finale dei play-off scudetto. - 1987-88 · 5º in Serie A1, eliminato ai quarti di finale dei play-off scudetto. - 1988-89 · 1º in Serie A1, finalista dei play off scudetto. Vince la Coppa Italia (3º titolo). Vince la Coppa Cers (1º titolo). - 1989-90 · 13º in Serie A1. Eliminato ai quarti di finale della Coppa delle Coppe. - 1990-91 · 16º in Serie A1, retrocesso in serie A2. - 1991-92 · 15º in Serie A2, retrocesso in serie B. - 1992-93 · Serie B girone A. - 1993-94 · 4º in Serie B girone E, retrocesso in serie C. - 1994-95 · Serie C. - 1995-96 · Serie C. - 1996-97 · Serie C· Cessa l'attività dell'hockey su pista e si dedica a quella in-line - 1997-98 · Campionato di hockey in-line. - 1998-99 · Campionato di hockey in-line. - 1999-00 · Campionato di hockey in-line. - 2000-01 · 1º nel girone A della Serie A1-2ª Divisione dell'hockey in-line. Perde il play-off di promozione contro la New Trefor Milano 7-1 fuori e 1-5 in casa. - 2001-02 · 3º nel girone A della Serie A2 dell'hockey in-line. Eliminato al 1º turno di Coppa Italia. - 2002-03 · 1º nel girone A della Serie A2 dell'hockey in-line. Vince i play-off battendo 4-2 l'Asiago Bite. Promosso in Serie A1, ma rinuncia al campionato e si iscrive in serie B. - 2003-04 · 4º nel girone A della Serie B dell'hockey in-line. Cessa l'attività sportiva. |

## Colori e simboli
I colori sociali erano: maglia rossa con bordi bianchi, calzoncini bianchi o rossi e calzettoni rossi.

## Strutture
La prima pista del Monza fu il "salone di piazza Garibaldi", utilizzato per i primi allenamenti di selezione dai milanesi Orazio Zorloni e Natale Gaudenzi alla fine della stagione 1932.
Il "salone" aveva però il problema non indifferente: la presenza di ingombranti colonne che impedivano l'omologazione da parte della Federazione all'epoca avente sede a Milano. I biancorossi furono perciò costretti a giocare i primi due campionati e le partite ufficiali "fuori casa", utilizzando il salone solo per partite amichevoli.
Con il passaggio sotto l'egida delle organizzazioni sportive fasciste comunali, fu il F.G.C. "Bernardo Mazzorana" a essere il primo a chiedere nel 1934 al Comune di Monza la possibilità di patrocinare la costruzione del primo campo sportivo nello spazio libero fra gli edifici scolastici di fronte all'attuale piscina N.E.I., ma per tutta risposta l'ufficio sportivo provinciale fascista rifiutò la realizzazione del progetto (costo 18 000 lire), perché la disciplina sportiva non rientrava fra quelle sviluppate e promosse dal regime fascista.
La "pista di via Boccaccio" fu progettata solo nel gennaio del 1935 e il progetto prevedeva un costo complessivo di lire 25 000. Le gerarchie fasciste furono convinte in questa occasione a sostenere la spesa grazie alle affermazioni conseguite a Montreux e contro lo Zurigo, ma soprattutto per i giovani pattinatori forniti alle rispettive nazionali di corsa su strada e hockey trascritti in un memoriale dei primi due anni d'attività e dato al podestà Ulisse Cattaneo dal presidente Giovanni Radaelli.
Partita la gara al ribasso, fu la ditta Marchesi a costruire la pista per 24 000 lire (scontando 1 000 lire) da pagare in 3 anni consegnando al Comune la pista in occasione dei "Campionati Europei di pattinaggio su strada" che si svolse a Monza nella seconda quindicina di settembre 1935.
A tribuna terminata all'ultimo momento fu poi stipulata la convenzione tra il Comune e il G.R.F. "Michele Bianchi" avallando l'obbligo a concedere l'accesso gratuito a tutti gli affiliati ad organizzazioni fasciste e sportivi per loro tesserati.
La pista rimase scoperta e soggetta ad intemperie per molti anni, e disattesi tutti gli inviti dei biancorossi al Comune a coprirla. Al club arrivò perciò a fine campionato 1979 dalla FIHP l'ultimo avviso: «o lo coprite prima dell'inizio della stagione 1979-1980 oppure dovrete trovarvi un altro campo omologato». Sciolta la convenzione nel 1979 l'H.C. Monza fu costretto a trasferirsi alla palestra di via Ardigò (capienza solo circa 500 spettatori) e solo al completamento del palazzetto di Biassono utilizzarlo a partire dalla stagione 1982-1983.

## Società

### Presidenti
- 1933-1935  Geometra Giovanni Radaelli
- 1936-1937  Ragionier Mario Malfer
- 1938  Arturo Pirola
- 1939  Ragionier Mario Malfer
- 1940-1943  Mario Galimberti
- 1944   Dottor Luigi Kullmann (commissario)
- 1945-1946  Ragionier Franco Castoldi
- 1947
- 1948
- 1949
- 1950
- 1951
- 1952
- 1953
- 1954   Mario Feraboli
- 1955
- 1956
- 1957
- 1958
- 1959
- 1960
- 1961   Commendator Luigi Gatti
- 1962
- 1963
- 1964   Angelo Bramati
- 1965   Cavalier Erminio Reina
- 1966   Angelo Bramati
- 1967
- 1968   Geometra Gaggetti
- 1969
- 1970
- 1971
- 1972   Bruno Citterio
- 1973
- 1974
- 1975
- 1976
- 1977
- 1978
- 1979
- 1979-1980  Vitaliano Sala
- 1980-1982  Geometra Enzo Redaelli
- 1982-1985  Claudio Vergani
- 1985-1986  Cavalier Giovanni Colombo
- 1986-1995  Giovanni Busnengo
- 1995-1996  Enrico Colombo
- 1996-1997  Sergio Cereda
- 1997-1998
- 1998-1999
- 1999-2000
- 2000-2004  Tarcisio Giusti

## Palmarès

### Titoli nazionali
10 trofei
- Campionato italiano: 7
  - 1951, 1953, 1956, 1961, 1965, 1966, 1968
- Coppa Italia: 3
  - 1971, 1983-84, 1988-89

### Titoli internazionali
2 trofei
- Coppa CERS/WSE: 1
  - 1988-89
- Coppa delle Nazioni: 1
  - 1946

## Statistiche e record

### Partecipazione ai campionati
| Livello | Categoria           | Partecipazioni | Debutto   | Ultima stagione | Totale |
| ------- | ------------------- | -------------- | --------- | --------------- | ------ |
| 1º      | Divisione Nazionale | 6              | 1933      | 1939            | 53     |
| 1º      | Serie A             | 39             | 1945      | 1982-1983       | 53     |
| 1º      | Serie A1            | 8              | 1983-1984 | 1990-1991       | 53     |
| 2º      | Serie A2            | 1              | 1991-1992 | 1991-1992       | 1      |
| 3º      | Serie B             | 2              | 1992-1993 | 1993-1994       | 2      |

### Partecipazione alle coppe europee
| Competizione       | Partecipazioni | Debutto   | Ultima stagione | Miglior risultato                              |
| ------------------ | -------------- | --------- | --------------- | ---------------------------------------------- |
| Coppa dei Campioni | 3              | 1965-1966 | 1968-1969       | Finalista nel 1965-1966 e nel 1966-1967        |
| Coppa delle Coppe  | 2              | 1984-1985 | 1989-1990       | Quarti di finale nel 1984-1985 e nel 1989-1990 |
| Coppa CERS         | 2              | 1981-1982 | 1988-1989       | Campione nel 1988-1989                         |

### Libri
- Gianfranco Capra Mario Scendrate, Hockey su pista in Italia e nel mondo, Novara, S.E.N., 1984.
- Paolo Virdi, 50 minuti di gloria. Gli anni moderni dell'hockey pista. Volume 1, Lodi, Lodinotizie, 2012, ISBN 978-88-908803-0-8.

### Giornali
- Il Popolo di Monza (feb. 1929-dic.1942) organo del Fascio di Monza, giornale settimanale edito il martedì, conservato microfilmato presso la Biblioteca Nazionale Braidense di Milano e la Biblioteca Comunale di Monza.
- Il Cittadino di Monza (dal 1945 a oggi), edizione del giovedì, settimanale conservato presso la Biblioteca Nazionale Braidense di Milano e la Biblioteca Comunale di Monza.
- Gazzetta dello Sport, quotidiano sportivo microfilmato, consultabile presso le Biblioteche:
  - Biblioteca Civica di Torino;
  - Biblioteca Nazionale Braidense di Milano,
  - Biblioteca Civica Berio di Genova,
  - Biblioteca Nazionale Centrale di Firenze,
  - Biblioteca Nazionale Centrale di Roma.